# A través del tiempo
Além do Tempo (en español: A Través del Tiempo) es una telenovela brasileña producida por Rede Globo que comenzó a transmitirse el 13 de julio de 2015 al 15 de enero de 2016 en sustitución de Partes de mí y siendo sustituida por Êta Mundo Bom!.
Escrita por Elizabeth Jhin, con la colaboración de Eliane Garcia, Lílian García, Duba Elia, Vinicius Vianna, Wagner de Assis y Renata Jhin, dirigida por Luciana Oliveira, Roberta Richard y Davi Lacerda, con la dirección general de Pedro Vasconcelos sobre núcleo de Rogério Gomes.
Protagonizada por Alinne Moraes y Rafael Cardoso, con las participaciones antagónicas de Paolla Oliveira, Emilio Dantas, Ana Beatriz Nogueira y Irene Ravache. Cuenta con las actuaciones estelares de Felipe Camargo, Louise Cardoso, Júlia Lemmertz, Rômulo Estrela, Inês Peixoto y de los primeros actores Luis Melo y Nívea Maria.
La novela se seleccionó en la lista de telenovelas brasileñas por tener el mayor salto entre las fases de la historia: 150 años.

## Trama

### Primera fase
La trama se desarrolla en el siglo XIX, y cuenta la historia de un amor imposible, pero tan fuerte que ni siquiera la muerte puede separar. Livia (Alinne Moraes) y Felipe (Rafael Cardoso) son de diferentes clases sociales: ella es una joven humilde, obligada a vivir en el convento de la ciudad por imposición de su madre, Emilia (Ana Beatriz Nogueira); él es un noble conde, sobrino nieto de la poderosa condesa Victoria (Irene Ravache) en la víspera de casarse con la bella Melissa (Paolla Oliveira).
Livia y Felipe se enamoran en el mismo momento en que sus ojos se encuentran por primera vez. Vivir esta pasión, sin embargo, parece imposible por tantos obstáculos. Además del compromiso del Conde, Livia descubre que es la nieta de la condesa, la enemiga número uno de su madre, por haber provocado su separación de Bernardo (Felipe Camargo), el único hijo de la condesa. Victoria no aceptó el amor que sentía su hijo por Emilia, Bernardo decide vivir con su amada y renuncia a todas sus riquezas.
Desesperado con la actitud de su hijo, la condesa envía una carta a la joven Emilia, diciendo que está dispuesta a aceptarla. Bernardo sospechoso de las buenas intenciones de su madre decide reunirse con su madre en lugar de su amada. Pero un accidente ocurre en su viaje, y Bernardo se presume muerto.
La primera etapa termina con la muerte de Melissa a manos de Pedro después de haber arrojado a Livia, Felipe en su intento por salvar a Livia es apuñalado por Pedro y ambos caen de un acantilado después de que hicieran una promesa de amor y mueren ahogados.

### Segunda fase
150 años más tarde, todos los personajes de Campobello, ahora llamado Belarrosa tendrán una segunda oportunidad para redimir los errores del pasado. Felipe Santarém, humilde propietario de la Bodega Campobello, y Livia Beraldini, culta chica, rica y estudiada tendrán una nueva oportunidad de vivir el amor. Cuando se busca el uno al otro en una estación de metro en Río de Janeiro, los dos están preocupados por la melodía que sentían, como si se hubiera conocido. Livia es hija de Emilia, con quien no tiene una buena relación, y es además novia de Pedro, un hombre posesivo y celoso. Felipe ya está casado con Melissa, y ambos son los padres de Alex. Melissa es una esposa dedicada y dejó a un lado sus sueños a cambio de vivir su gran amor, para disgusto de su madre, Dorothy. Se revelará su verdadero rostro cuando descubre el amor de Livia y Felipe.
La nueva fase también muestra el conflicto de Emilia con su madre, Victoria Ventura. Cuando era niña, Emilia vivía en un pequeño pueblo en el sur de Italia con su madre y su padre, Alberto Navona. Al cumplir los siete años, ella fue abandonada por su madre y estaba traumatizada, empezando a quedarse sin voz durante un largo período. Arrepentida, Victoria vuelve para pedir perdón, pero su padre (Alberto) finge su muerte para vengar el hecho de que su esposa había huido con otro hombre. Ahora rica y poderosa, Emilia posee la casa Beraldini - una empresa de importación de vinos con sede en Río de Janeiro. Ella descubre que Victoria está pasando por una crisis financiera y que necesita vender su casa en Belarrosa y el viñedo Ventura para pagar sus deudas. Para vengarse de la madre, Emilia compra la casa y propiedades. Victoria vende sus propiedades sin saber que la compradora es su hija, la cual tiene planes para desalojarla de su patrimonio.

## Elenco
- Alinne Moraes como Lívia Diffiori Castellini (1ª fase) / Lívia Lavonna Beraldini (2ª fase).
- Rafael Cardoso como Conde Felipe Castellini (1ª fase) / Felipe Santarém (2ª fase).
- Paolla Oliveira como Melissa Borghini (1ª fase) / Melissa Sampaio Santarém (2ª fase).
- Emilio Dantas como Pedro de Lucca.
- Ana Beatriz Nogueira como Emília Diffiori (1ª fase) / Emília Lavonna Beraldini (2ª fase).
- Irene Ravache como Condesa Victoria Castellini (1ª fase) / Victoria Ventura (2ª fase).
- Letícia Persiles como Anita de Lucca.
- Júlia Lemmertz como Dorotéia Borghini (1ª fase) / Dorotéia Sampaio (2ª fase).
- Rômulo Estrela como Roberto Borghini.
- Felipe Camargo como Conde Bernardo Castellini (1ª fase) / Bernardo Boldrin (2ª fase).
- Luiz Carlos Vasconcelos como Bento Silvino (1ª fase) / Bento Ventura (2ª fase).
- Caio Paduan como Alfonso (1ª fase) / Alfonso Santarém (2ª fase).
- Louise Cardoso como Gema de Lucca (1ª fase) / Gema Queiroz (2ª fase).
- Dani Barros como Severa Bertioga (1ª fase) / Severa Santarém (2ª fase).
- Nívea Maria como Zilda (1ª fase) / Zilda Ventura Santarém (2ª fase).
- Michel Melamed como Ariel.
- Kadu Schons como Alex Castellini (1ª fase) / Alex Santarém (2ª fase).
- Val Perré como Raul de Assis (1ª fase) / Raul Fontana (2ª fase).
- Carlos Vereza como Padre Luís (1ª fase) / Dr. Luís Carmosino (2ª fase).
- Mel Maia como Felícia Cristina Pasqualino (1ª fase) / Felícia Vicenzo (2ª fase).
- Daniela Fontan como Rita.
- Luís Melo como Massimo Pasqualino (1ª fase) / Massimo Vicenzo (2ª fase).
- Ana Flávia Cavalcanti como Carola.
- Juca de Oliveira como Conde Alberto Castellini (1ª fase) / Alberto Navona (2ª fase).
- Carolina Kasting como Rosa Ventana (1ª fase) / Rosa Del Cosso (2ª fase).
- Flora Diegues como Bianca Cristina Pasqualino.
- João Gabriel D'Aleluia como Francisco "Chico" de Assis.
- Inês Peixoto como Salomé Pasqualino.
- Marcelo Torreão como Dr. Belisário Botelho.
- Othon Bastos como Mestre.
- Cadu Libonati como Mateus Queiroz.
- Wagner Santisteban como Pérsio Luís Botelho.
- Norma Blum como Hermana Lúcia.
- Maria Joana como Michele.
- Klara Castanho como Alice Ventura.
- Cassiano Carneiro como Walmir Prechetis.
- Nica Bonfim como Raimunda "Doña Neném" Pescolato.
- Saulo Arcoverde como Cícero.
- Roberto Pirillo como Genaro.
- Zé Carlos Machado como Queiroz.

### Participaciones especiales (primera fase)
| Actor/Actriz        | Personaje                         |
| ------------------- | --------------------------------- |
| Gabriella Di Grecco | Emília Diffiori                   |
| Bernardo Marinho    | Conde Bernardo Castellini (joven) |
| Felipe Fagundes     | Bento (joven)                     |
| Elisa Brites        | Condesa Berenice Castellini       |
| Thommy Schiavo      | Tomás                             |

## Banda sonora
El disco fue lanzado el 11 de septiembre de 2015, conteniendo a los protagonistas Alinne Moraes y Rafael Cardoso en la portada, con la caracterización de sus respectivos personajes en la primera fase de la trama.
El tema de apertura, "Palabras al viento" de Cassia Eller, fue escogido por el director de la trama, Rogério Gomes. La misma banda ya había sido utilizada por otra telenovela de la emisora, El color del pecado (2004), donde fue tema de la pareja de protagonistas. La pista aún incluye la canción "Sinónimos", de Zé Ramalho, en una versión adaptada que no incluye la participación de la dupla sertaneja Chitãozinho & Xororó.
| N.º   | Título                               | Escritor(es) | Duración |  |
| 1.    | «Palavras ao Vento»                  |              | 3:33     |  |
| 2.    | «Pra Você Guardei o Amor»            |              | 5:44     |  |
| 3.    | «O Silêncio das Estrelas»            |              | 4:18     |  |
| 4.    | «A Lua Q Eu T Dei»                   |              | 3:28     |  |
| 5.    | «Felicidade»                         |              | 4:12     |  |
| 6.    | «De Janeiro a Janeiro»               |              | 3:12     |  |
| 7.    | «Você é Linda»                       |              | 4:54     |  |
| 8.    | «Coração Vagabundo»                  |              | 4:38     |  |
| 9.    | «Outra Vida»                         |              | 3:13     |  |
| 10.   | «A Idade Do Céu (La Edad Del Cielo)» |              | 3:13     |  |
| 11.   | «Devolva-me»                         |              | 2:37     |  |
| 12.   | «Eu Amo Você»                        |              | 4:06     |  |
| 13.   | «Do Amor»                            |              | 4:30     |  |
| 14.   | «Tocando em Frente»                  |              | 3:29     |  |
| 15.   | «Sinônimos»                          |              | 6:28     |  |
| 16.   | «Nós Dois»                           |              | 3:32     |  |
| 17.   | «Nervos de Aço»                      |              | 2:29     |  |
| 18.   | «As Rosas Não Falam»                 |              | 2:52     |  |
| 67:08 |                                      |              |          |  |

### Desempeño en las listas musicales
| Parada musical (2015) | Mejor posición |
| --------------------- | -------------- |
| (ABPD Top Álbuns)     | 6              |

## Emisión
| Emisión internacional     | Emisión internacional | Emisión internacional | Emisión internacional   | Emisión internacional | Emisión internacional | Emisión internacional |
| País                      | Título                | Cadena(s)             | Primera Emisión         | Última Emisión        | Horario Semanal       | Hora                  |
| ------------------------- | --------------------- | --------------------- | ----------------------- | --------------------- | --------------------- | --------------------- |
| Bandera de Brasil         | Além do Tempo         | Rede Globo            | 13 de julio de 2015     | 15 de enero de 2016   | Lunes a sábados       | 18:25                 |
| Bandera de Chile          | A través del Tiempo   | Mega                  | 16 de octubre de 2017   | presente              | Lunes a viernes       | 17:20                 |
| Bandera de Uruguay        | A través del Tiempo   | Teledoce              | 27 de marzo de 2017     | 14 de julio de 2017   | Lunes a viernes       | 18:00                 |
| Bandera de El Salvador    | A través del Tiempo   | TCS Canal 2           | 20 de febrero de 2017   | presente              | Lunes a viernes       | 14:00                 |
| Bandera de Costa Rica     | A través del Tiempo   | Teletica              | 23 de enero de 2018     | 13 de junio de 2018   | Lunes a viernes       | 15:30                 |
| Bandera de Estados Unidos | A través del Tiempo   | Pasiones              | 22 de marzo de 2021     | presente              | Lunes a viernes       | 5pm ET/2pm PT         |
| Bandera de Colombia       | A través del Tiempo   | Señal Colombia        | 15 de noviembre de 2022 | presente              | Martes a jueves       | 21:00 ET              |